# Státní symbol
Státní symbol je výtvarné nebo hudební znamení, které si stát ústavou určil jako oficiální vyjádření své totožnosti a svrchovanosti. Symbol stát reprezentuje a obvykle vychází z jeho historie, tradic a národních symbolů.
Nejdůležitější státní symboly jsou:
- Vlajka
- Znak
- Hymna

Státním symbolům jako viditelné nebo zvukové reprezentaci státu se obvykle prokazuje určitá úcta.
V některých státech se slaví den vlajky, speciální svátek, spojený se státní, národní nebo i jinou vlajkou. Tento den je určený k oslavě historické události,
jako je například přijetí či první vyvěšení vlajky dané země. Tento den se vlajka slavnostně vyvěšuje a oslavuje.
Hanobení státního symbolu se naopak v některých zemích trestá. Hanobení státních symbolů jiného státu může vést k diplomatickému konfliktu.

## Národní symboly
Státní symboly obvykle vycházejí z národních symbolů, s nimiž se občané většinou ztotožňují a které jim umožňují tuto identitu také vyjadřovat. Mezi národní symboly mohou patřit (kromě vlajky, znaku a hymny) také:
- Národní barvy
- Národní emblémy jako heraldická zvířata, květy a stromy nebo náboženské symboly (kříž, hvězda a podobně)
- Historické postavy, zakladatelé a hrdinové
- Významná místa nebo stavby
- Národní svátky
- Národní pověsti
- Národní jídla
- Národní sporty atd.

## Symboly hlavy státu
Jak v monarchiích, tak v republikách jsou rovněž využívány symboly spojené s hlavou státu, které mohou mít jak oficiální postavení zakotvené v zákoně, tak postavení neoficiální zvyklosti. Mezi tyto symboly patří:
- Portrét hlavy státu
- Vlajka hlavy státu (Prezidentská vlajka)
- Hymna hlavy státu (Královská hymna; Prezidentská fanfára)
- Odznak hlavy státu (Korunovační klenoty; Prezidentská šerpa; Státní pečeť)